# Меч кандидата у шаху, Таљ - Глигорић, 1968
Четвртфинални меч кандидата између Михаила Таља и Светозара Глигорића одигран је у Београду (Југославија), од 22. априла до 14. маја 1968. године. Победу је однео Михаил Таљ и пласирао се у полуфинале мечева кандидата. Меч је трајао девет партија.

## Учесници
- Михаил Таљ
- Светозар Глигорић

## Резултат[1]
| № | Играч             | 1 | 2 | 3 | 4 | 5 | 6 | 7 | 8 | 9 | 10 |  | + | − | = | Бодови |
| - | ----------------- | - | - | - | - | - | - | - | - | - | -- |  | - | - | - | ------ |
| 3 | Михаил Таљ        | 0 | ½ | ½ | ½ | ½ | 1 | 1 | ½ | 1 |    |  | 3 | 1 | 5 | 5½     |
| 3 | Светозар Глигорић | 1 | ½ | ½ | ½ | ½ | 0 | 0 | ½ | 0 |    |  | 1 | 3 | 5 | 3½     |

## Партије[2]

### Партија 1, Таљ - Глигорић, 0-1 (22. април 1968)
Шпанска партија, Затворена варијанта, Одбрана Смислова C93
1. e4 e5 2. ♘f3 ♘c6 3. ♗b5 a6 4. ♗a4 ♘f6 5. O-O ♗e7 6. ♖e1 b5 7. ♗b3 d6 8. c3 O-O 9. h3 h6 10. d4 ♖e8 11. ♘bd2 ♗f8 12. ♘f1 ♗b7 13. ♘g3 ♘a5 14. ♗c2 ♘c4 15. a4 d5 16. b3 dxe4 17. ♘xe4 ♘xe4 18. ♗xe4 ♗xe4 19. ♖xe4 ♕d5 20. ♖g4 ♘a5 21. ♗xh6 ♘xb3 22. ♖a3 bxa4 23. ♖xa4 ♖ab8 24. ♖xa6 exd4 25. cxd4 c5 26. ♗e3 ♖b4 27. ♖g5 ♕b7 28. ♖h6 ♘xd4 29. ♘xd4 ♖b1 30. ♗c1 ♕b2 31. ♕h5 ♕xc1+ 32. ♔h2 ♗d6+ 33. ♖xd6 ♕f4+ 34. ♖g3 ♕xd6 35. ♘f5 ♖ee1 36. ♕xf7+ ♔xf7 37. ♘xd6+ ♔e6 38. ♖g6+ ♔d5 39. ♘f5 ♖b7 40. ♘e3+ ♖xe3 41. fxe3 ♖c7 42. ♔g3 c4 43. ♔f4 c3 44. e4+ ♔c4 45. ♖a6 c2 46. ♖a1 ♔d3   0-1

### Партија 2, Глигорић - Таљ, ½-½ (24. април 1968)
Нимцоиндијска одбрана, Нормална варијанта, Глигорићев систем E53
1. d4 ♘f6 2. c4 e6 3. ♘c3 ♗b4 4. e3 d5 5. ♗d3 O-O 6. ♘f3 c5 7. O-O ♘bd7 8. a3 ♗a5 9. ♕c2 cxd4 10. exd4 dxc4 11. ♗xc4 ♗xc3 12. bxc3 b6 13. ♖e1 ♗b7 14. ♘e5 ♖c8 15. ♗d3 ♘xe5 16. ♖xe5 ♕c7 17. c4 ♕c6 18. ♖g5 ♗a6 19. ♕d2 ♘e8 20. d5 ♕d6 21. ♗b2 f6 22. ♖h5 f5 23. ♕e2 ♘f6 24. ♗e5 ♕c5 25. ♖h4 exd5 26. ♗d4 ♕d6 27. ♗xf5 ♖ce8 28. ♕c2 h6 29. c5 ♕e7 30. h3 ♘e4 31. ♗xe4 ♕xh4 32. ♗xd5 ♔h8 33. ♕c3 ♕g5 34. ♗c6 ♖e6 35. ♗f3 ♗e2 36. ♗xe2 ♖xe2 37. cxb6 axb6 38. ♗xb6 ♖e6 39. ♗e3 ♕f5 40. ♕c5 ♖e5 41. ♕c3
1/2-1/2

### Партија 3, Таљ - Глигорић, ½-½ (26. април 1968)
Краљева индијска одбрана, Ларсенова варијанта E90
1. ♘f3 ♘f6 2. c4 g6 3. ♘c3 ♗g7 4. e4 d6 5. d4 O-O 6. ♗e3 e5 7. dxe5 dxe5 8. ♕xd8 ♖xd8 9. ♘d5 ♖d7 10. O-O-O ♘c6 11. ♗d3 ♘g4 12. ♗c5 ♘d4
1/2-1/2

### Партија 4, Глигорић - Таљ, ½-½ (28. април 1968)
Нимцоиндијска одбрана, Нормална варијанта, Глигорићев систем E53
1.d4 ♘f6 2.c4 e6 3.♘c3 ♗b4 4.e3 0-0 5.♗d3 d5 6.♘f3 c5 7.0-0 ♘bd7
8.a3 ♗a5 9.♕c2 cxd4 10.exd4 dxc4 11.♗xc4 ♗xc3 12.♕xc3 b6 13.♗f4
♗b7 14.♕d3 ♘h5 15.♘g5 ♘df6 16.♗e5 h6 17.♘h3 ♘g4
1/2-1/2

### Партија 5, Таљ - Глигорић, ½-½ (2. мај 1968)
Шпанска партија, Затворена варијанта, Одбрана Смислова C93
1.e4 e5 2.♘f3 ♘c6 3.♗b5 a6 4.♗a4 ♘f6 5.0-0 ♗e7 6.♖e1 b5 7.♗b3 d6 8.c3 0-0 9.h3 h6 10.d4 ♖e8 11.♘bd2 ♗f8 12.♘f1 ♗b7 13.♘g3 ♘a5 14.♗c2 ♘c4 15.a4 d5 16.b3 dxe4 17.♘xe4 ♘xe4 18.♗xe4 ♗xe4 19.♖xe4 ♕d5 20.♖g4 ♘a5 21.♗xh6 ♘xb3 22.♖b1 bxa4 23.♘xe5 ♕e6 24.♕f3 c5 25.♗xg7
1/2-1/2

### Партија 6, Глигорић - Таљ, 0-1 (4. мај 1968)
Богољубовљева индијска одбрана, Вејд-Смислов варијанта E11
1.d4 ♘f6 2.c4 e6 3.♘f3 ♗b4+ 4.♗d2 a5 5.♘c3 0-0 6.e3 d6 7.♕c2 ♘bd7 8.a3 ♗xc3 9.♗xc3 ♕e7 10.♗e2 a4 11.0-0 b6 12.♘d2 ♗b7 13.e4 c5 14.e5 ♘e8 15.f4 cxd4 16.♗xd4 dxe5 17.fxe5 ♘xe5 18.♗xb6 ♘d6 19.♗d4 ♘f5 20.♗xe5 ♕c5+ 21.♖f2 ♕xe5 22.♘f3 ♕c5 23.♕c3 ♖fd8 24.♕b4 ♕a7 25.c5 ♖ab8 26.♕c3 ♖bc8 27.♖d1 ♖xd1+ 28.♗xd1 ♖xc5 29.♕b4 ♗c6 30.♕f4 ♖d5 31.♗e2 h6 32.♘e5 ♗a8 33.g4 g5 34.♕c4 ♖xe5
0-1

### Партија 7, Таљ - Глигорић, 1-0 (7. мај 1968)
Шпанска партија, Затворена варијанта, Богољубова варијанта C91
1.e4 e5 2.♘f3 ♘c6 3.♗b5 a6 4.♗a4 ♘f6 5.0-0 ♗e7 6.♖e1 b5 7.♗b3 d6 8.c3 0-0 9.d4 ♗g4 10.♗e3 exd4 11.cxd4 ♘a5 12.♗c2 ♘c4 13.♗c1 c5 14.b3 ♘a5 15.d5 ♘d7 16.♘bd2 ♗f6 17.♖b1 ♘e5 18.h3 ♘xf3+ 19.♘xf3 ♗xf3 20.♕xf3 ♖e8 21.♗f4 ♗e5 22.♗d2 ♘b7 23.♕e2 ♕f6 24.♖bd1 ♗f4 25.♕f3 ♗g5 26.♕d3 ♗xd2 27.e5 ♕h6 28.♖xd2 c4 29.bxc4 bxc4 30.♕c3 ♖xe5 31.♖xe5 dxe5 32.♖e2 ♘d6 33.♕xe5 ♕c1+ 34.♔h2 ♕a3 35.♕f4 ♖e8 36.♖xe8+ ♘xe8 37.♕xc4 g6 38.♗b3 ♘d6 39.♕d4 ♕c1 40.♕a4
a5 41.♕d4 ♘f5 42.♕d1 ♕b2 43.♔g1 ♘d6 44.♕g4 ♕e5 45.g3 h5 46.♕a4 ♘f5 47.♕xa5 ♘xg3 48.fxg3 ♕xg3+ 49.♔f1 ♕xh3+ 50.♔e2 ♕g4+ 51.♔d3 ♕g3+ 52.♔c4 h4 53.♔c5 ♕e3+ 54.♔c6 ♕e8+ 55.♔b7 h3 56.♕c7 ♔g7 57.♕c3+ f6 58.♕xh3 ♕b5+ 59.♔c7 ♕c5+ 60.♔d7 ♕a7+ 61.♔e8 ♕b8+ 62.♔e7 ♕e5+ 63.♕e6 ♕c7+ 64.♕d7 ♕e5+ 65.♔d8+ ♔f8 66.♔c8
1-0

### Партија 8, Глигорић - Таљ, 0-1 (11. мај 1968)
Нимцоиндијска одбрана, Нормална варијанта, Глигорићев систем, Бернштајнова одбрана E56
1.d4 ♘f6 2.c4 e6 3.♘c3 ♗b4 4.e3 0-0 5.♗d3 d5 6.♘f3 c5 7.0-0 ♘c6
8.a3 dxc4 9.♗xc4 ♗a5 10.♕d3 a6 11.♖d1 b5 12.♗a2 c4 13.♕e2 ♕e8 14.♗b1 e5 15.d5 ♗xc3 16.bxc3 ♘a5 17.e4 ♘b3 18.♖a2 ♘xc1 19.♖xc1 ♗g4 20.h3 ♗xf3 21.♕xf3 ♕e7 22.a4 ♖fb8 23.♗c2 b4 24.cxb4 ♖xb4 25.♖a3 a5 26.♖c3 ♘e8 27.♕h5
1/2-1/2

### Партија 9, Таљ - Глигорић, 1-0 (14. мај 1968)
Шпанска партија, Затворена варијанта, Одбрана Смислова C93
1.e4 e5 2.♘f3 ♘c6 3.♗b5 a6 4.♗a4♘f6 5.0-0 ♗e7 6.♖e1 b5 7.♗b3 d6 8.c3 0-0 9.h3 h6 10.d4 ♖e8 11.♘bd2 ♗f8 12.♘f1 ♗b7 13.♘g3 ♘a5 14.♗c2 ♘c4 15.♗d3 ♘b6 16.♗d2 c5 17.d5 ♗c8 18.♘h2 ♘a4 19.♖b1 ♗d7 20.b3 ♘b6 21.c4 ♖b8 22.f4 bxc4 23.bxc4 ♘a4 24.♕c2 exf4 25.♗xf4 ♖b4 26.♗d2 ♕c7 27.♗xb4 cxb4 28.♖f1 ♗e7 29.♔h1 a5 30.♕d2 ♘c5 31.♗c2 ♗d8 32.♖be1 ♗c8 33.♘f3 ♘fd7 34.e5 ♘xe5 35.♕f4 ♖e7 36.♘d4 ♘ed3
37.♗xd3 ♘xd3 38.♖xe7 ♕xe7 39.♕e4 ♘e5 40.♘c6 ♘xc6 41.dxc6 ♕e5 42.♕xe5 dxe5 43.♖d1 ♗c7 44.♘e4 ♔f8 45.♘d6 ♗xd6 46.♖xd6 ♔e7 47.♖d5 a4 48.c7 b3 49.axb3 axb3 50.♖xe5+ ♔d6 51.♖b5 ♔xc7 52.♖xb3 ♔c6 53.c5 ♗e6 54.♖c3 ♗d5 55.♔g1
f5 56.♖a3 ♔b7 57.♖g3 g5 58.♖e3 ♔c6 59.♖e7 ♔xc5 60.♖h7 g4 61.hxg4 fxg4 62.♖xh6 ♗b7 63.♖g6
1-0